# Arsikere
Arsikere là một thị xã của quận Hassan thuộc bang Karnataka, Ấn Độ.

## Địa lý
Arsikere có vị trí 13°19′B 76°16′Đ / 13,31°B 76,26°Đ Nó có độ cao trung bình là 807 mét (2647 feet).

## Nhân khẩu
Theo điều tra dân số năm 2001 của Ấn Độ, Arsikere có dân số 43.125 người. Phái nam chiếm 51% tổng số dân và phái nữ chiếm 49%. Arsikere có tỷ lệ 75% biết đọc biết viết, cao hơn tỷ lệ trung bình toàn quốc là 59,5%: tỷ lệ cho phái nam là 79%, và tỷ lệ cho phái nữ là 71%. Tại Arsikere, 11% dân số nhỏ hơn 6 tuổi.